# بطولة العالم لسباق الدراجات على الطريق 1962
بطولة العالم لسباق الدراجات على الطريق 1962 هي الدورة ال35 من بطولة العالم لسباق الدراجات على الطريق، أجريت في سالو (إيطاليا)، إيطاليا.

## برنامج المسابقات
رجال
- سباق الطريق ضد الساعة.
- سباق الطريق ضد الساعة للفرق.

سيدات
- سباق الطريق المداري.

## النتائج النهائية
| المسابقة              | ذهبية                    | فضية                          | برونزية                   |
| --------------------- | ------------------------ | ----------------------------- | ------------------------- |
| الرجال                |                          |                               |                           |
| سباق الطريق ضد الساعة | جان ستابلينسكي (فرنسا)   | شيموس إليوت (جمهورية أيرلندا) | Jos Hoevenaers (بلجيكا)   |
| الفريق البطل          | إيطاليا                  | الدنمارك                      | أوروغواي                  |
| السيدات               |                          |                               |                           |
| سباق الطريق المداري   | ماري روز جيلارد (بلجيكا) | إيفون رايندرز (بلجيكا)        | ماري تيريز ناسنس (بلجيكا) |